# Adam Macedoński

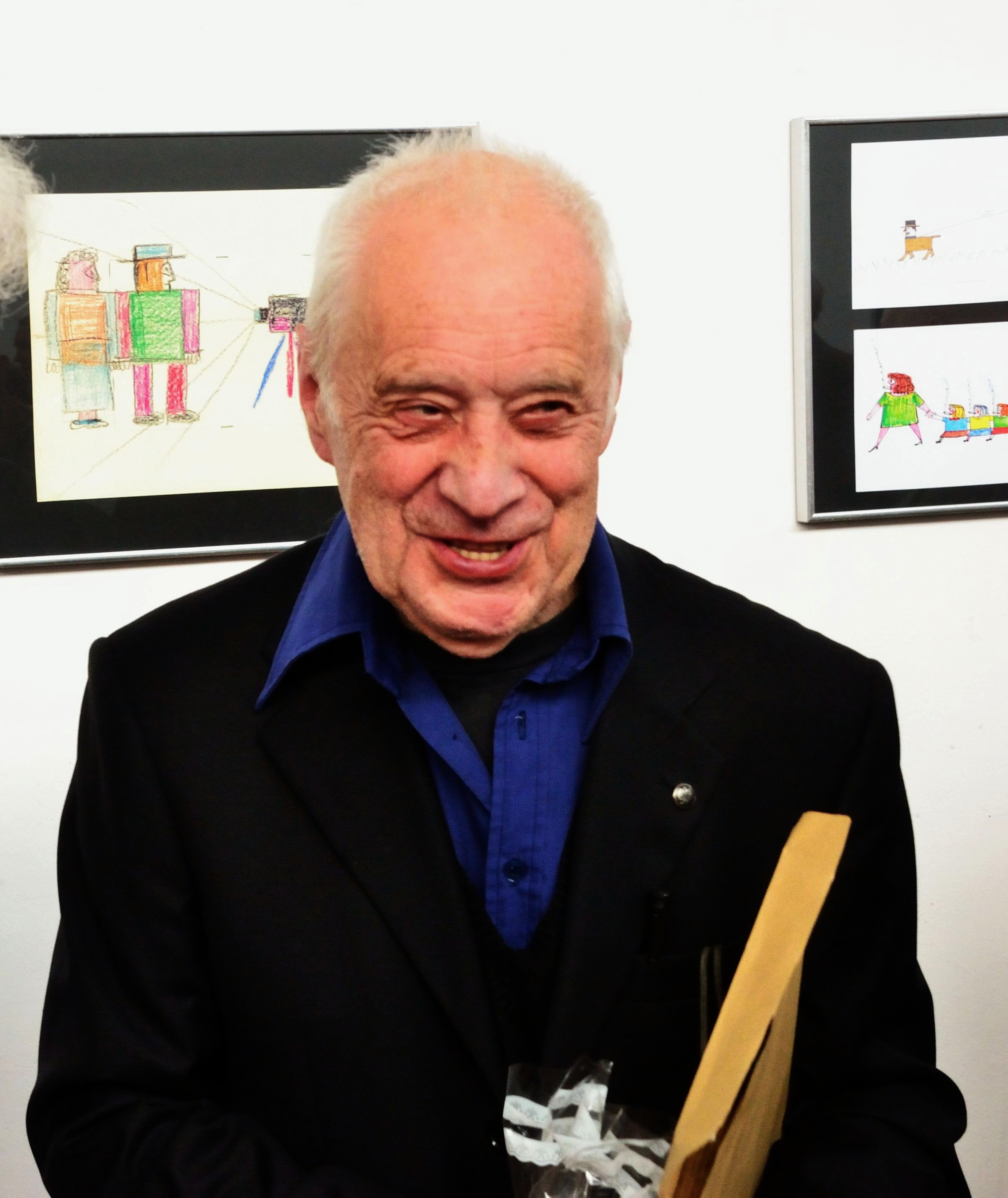
Adam Macedoński na wernisażu swojej wystawy (2015)

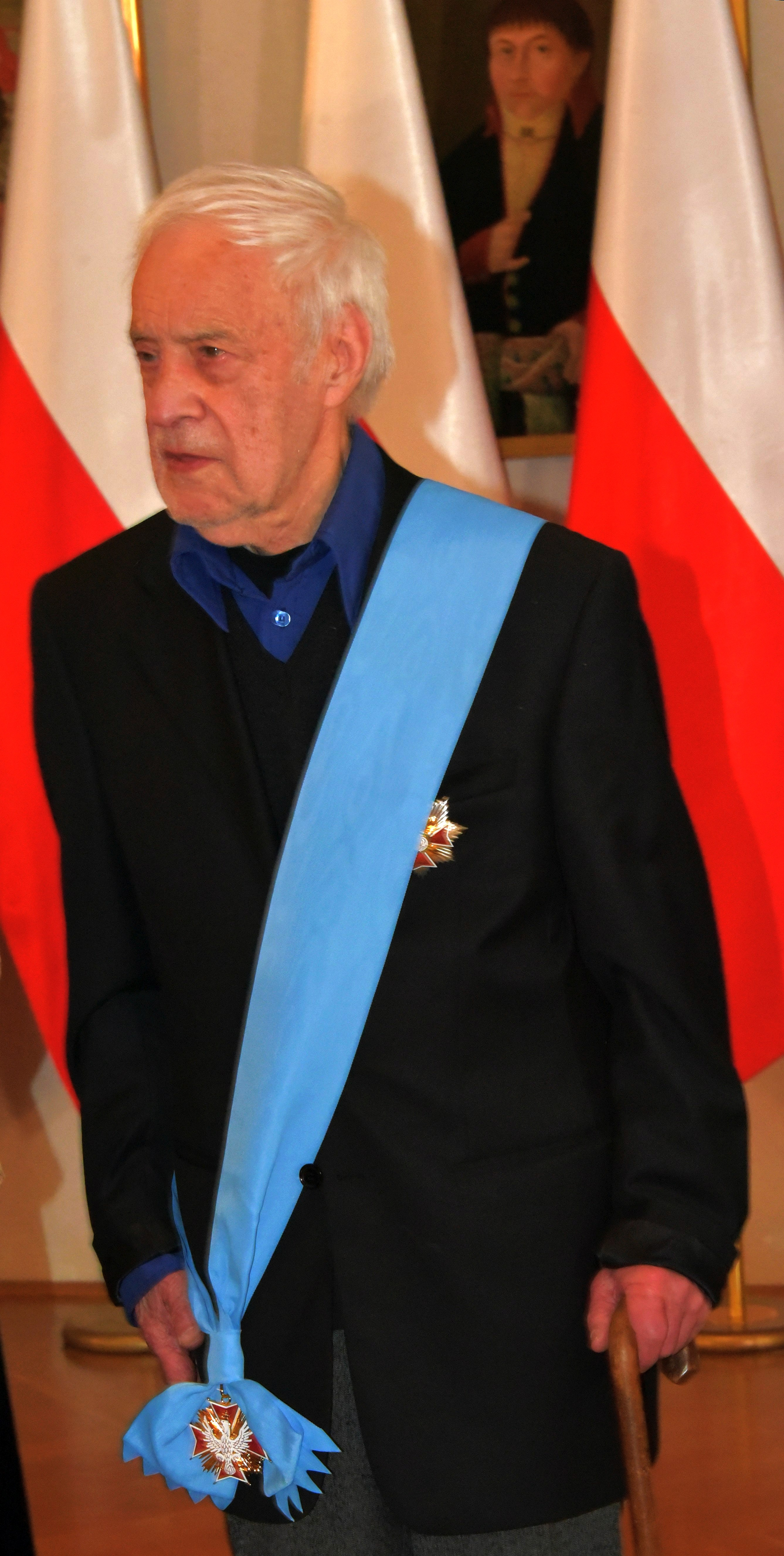
Adam Macedoński odznaczony Orderem Orła Białego, 7 maja 2022

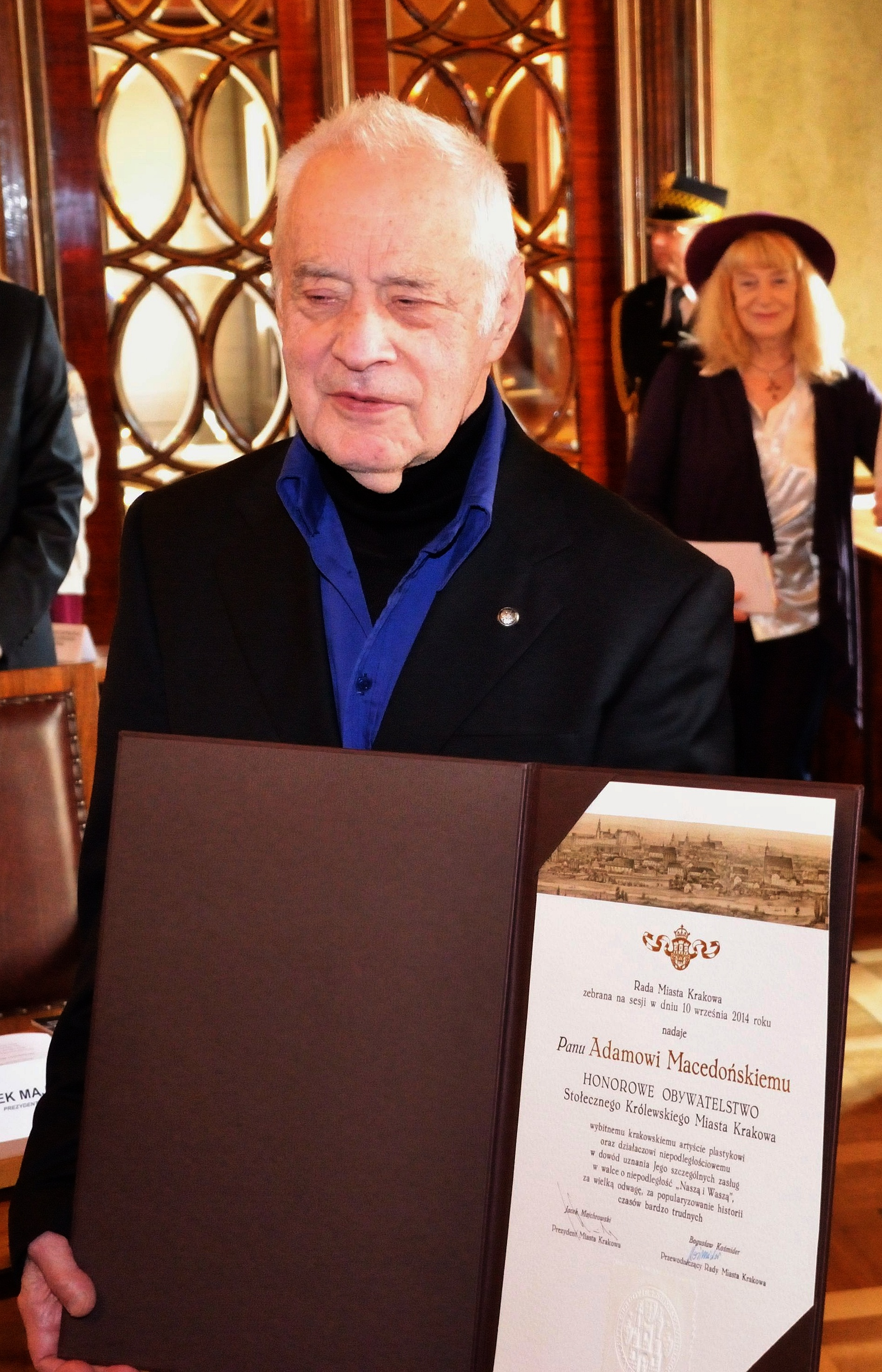
Adam Macedoński jako Honorowy Obywatel Krakowa (2014)

Adam Jan Macedoński (ur. 29 stycznia 1931 we Lwowie) – polski artysta plastyk, poeta, działacz opozycji demokratycznej w okresie PRL. Kawaler Orderu Orła Białego.

## Życiorys
Ojciec był funkcjonariuszem Policji Państwowej i żołnierzem Armii Krajowej, Stryj Józef Macedoński, porucznik 52 pułku piechoty w Tarnopolu został  zamordowany przez Sowietów w Charkowie w 1940 roku.
Adam Macedoński w kwietniu 1940 wraz z rodziną opuścił okupowany przez Sowietów Lwów i udał się do Krakowa. W 1945, jako uczeń Liceum im. Witkowskiego w Krakowie, zorganizował Ruch Oporu Armii Krajowej. Uczestniczył w krakowskiej demonstracji z okazji obchodów 3 Maja w 1946 i strajku uczniowskim. W 1950 zdał maturę w Państwowym Liceum Sztuk Plastycznych w Krakowie. Studiował na Akademii Sztuk Pięknych (1950–1951) i Uniwersytecie Jagiellońskim historię kultury materialnej (1951–1952). Był represjonowany przez UB i zmuszony do przerwania studiów i podjęcia pracy w hucie szkła. W 1956 uczestniczył w działaniach Studenckiego Komitetu Rewolucyjnego Politechniki Krakowskiej oraz był organizatorem pomocy dla powstania na Węgrzech. W 1960 uczestniczył w obronie krzyża w Nowej Hucie. Był pomysłodawcą i wydawcą pisma „Krzyż Nowohucki”. Od 1976 współpracował z KOR-em, w 1977 uczestniczył w ROPCiO. W 1978 założył Instytut Katyński, który już 1978 wydawał „Biuletyn Katyński”. W 1979 został współzałożycielem Chrześcijańskiej Wspólnoty Ludzi Pracy (1979–1985), a w 1979 sygnatariuszem deklaracji założycielskiej KPN. Z okazji 20 rocznicy obrony krzyża, w kwietniu 1980, współorganizował pierwszą niezależną manifestację w Nowej Hucie. W sierpniu 1980 uczestniczył w głodówce, popierającej strajkujących w Gdańsku stoczniowców, w nowohuckim kościele „Arka Pana”. Od 1980 należał do NSZZ „Solidarność”, działał w krakowskim Komitecie Obrony Więzionych za Przekonania. Po wprowadzeniu stanu wojennego internowany 13 grudnia 1981, a zwolniony w lipcu 1982. Więziony w ZK w Nowym Wiśniczu i Załężu. W 1984 współtworzył w Krakowie Inicjatywę Obywatelską w Obronie Praw Człowieka „Przeciw przemocy”. W 1986 założył w Krakowie Rodzinę Katyńską, a w 1989 był jednym z współzałożycieli Niezależnego Komitetu Historycznego Badania Zbrodni Katyńskiej. Został członkiem Kapituły Medalu „Niezłomnym w słowie”.
Jest bohaterem filmu dokumentalnego "W imię prawdy", zrealizowanego w 2020 r. przez Jarosława Mańkę.
Wszedł w skład komitetu wspierającego kandydaturę Karola Nawrockiego na prezydenta RP w wyborach w 2025.

## Twórczość
Od 1953 aktywny artystycznie publikując rysunki satyryczne w prasie polskiej (Dziennik Polski, Przekrój, Szpilki, Panorama Północy, Magazyn Polski, Tygodnik Powszechny) i zagranicznej (Paese Sera, Dikobraz, Izwiestia, Eulensspiegel). Od 1967 r. na łamach Tygodnika Powszechnego i Przekroju publikuje wiersze i krótkie utwory prozatorskie. W latach 1969–1979 był twórcą i realizatorem Międzynarodowego Studia Folksongu. Autor wielu plastycznych wystaw krajowych i zagranicznych. W 2013 została wydana jego książka Pod czerwoną okupacją. Mieszka i tworzy w Krakowie.

## Odznaczenia
- Order Orła Białego (2 listopada 2021, postanowieniem prezydenta RP Andrzeja Dudy w uznaniu znamienitych zasług dla kultury polskiej, za niezłomną postawę w obronie godności i praw człowieka w PRL oraz działalność na rzecz upowszechniania prawdy historycznej)[7]
- Krzyż Komandorski Orderu Odrodzenia Polski (16 marca 2007, postanowieniem prezydenta RP Lecha Kaczyńskiego za wybitne zasługi w działalności na rzecz przemian demokratycznych w Polsce)[8]
- Medal Dnia Pamięci Ofiar Zbrodni Katyńskiej (8 kwietnia 2008, przyznany przez Radę Polskiej Fundacji Katyńskiej)[9]
- Nagroda Kustosz Pamięci Narodowej (2011)[10]

## Media
- Wspomnienia - wejście Armii Czerwonej do Lwowa w 1939 r.